# Asclepias ovata
Asclepias ovata là một loài thực vật có hoa trong họ La bố ma. Loài này được M.Martens & Galeotti mô tả khoa học đầu tiên năm 1844.